# Helmut Andexlinger
Helmut Andexlinger (né en 1973 à Haslach an der Mühl, Haute-Autriche) est un graveur et créateur de pièces de monnaie autrichien.

## Biographie
Helmut Andexlinger est diplômé de la Fachschule (de) für Metalldesign de Steyr et a étudié les sciences de la communication à l'université de Vienne. Depuis 1996, il vit à Vienne et travaille comme graveur pour la Monnaie autrichienne. Il est responsable de la conception de pièces de monnaie et de médailles pour le pays et l'étranger. L'une de ses œuvres les plus connues est le dessin gagnant de la pièce commémorative de 2 euros 10 ans d'euro fiduciaire en 2012, émise dans tous les pays de la zone euro et à Saint-Marin, avec un tirage total de 90 millions d'exemplaires.

## Œuvres (sélection)
- 20 schillings : 150 ans du timbre autrichien (2000)
- 50 schillings : Johann Strauss (1999), Adieu au schilling (2001)
- 500 Schillings : Schattenburg (BS, 2001)
- 2 euros : 50e anniversaire du traité d'État (2005), 50e anniversaire du traité de Rome (2007), 10e anniversaire de l'euro fiduciaire (2012)
- 3 euros : Côté pile (2016), Chauve-souris (2016)
- 5 euros : Côté face[4] (2002), Joseph Haydn (2009), Pummerin (2011), Pays des forêts (2011), Pièce de monnaie du Nouvel An 2014
- 10 euros : Schönbrunn (WS, 2003) u. a.
- 20 euros : Rome sur le Danube : Virunum (WS, 2010) u. a.
- 25 euros Niobium (de) : Hôtel de ville (BS), Chemin de fer du Semmering (BS), Télévision, Énergie renouvelable, Évolution, Cosmologie, Le Temps
- 50 euros or : Les ordres et le monde (2002), Gerard van Swieten, Theodor Billroth (WS), Clemens von Pirquet (WS)
- 100 euros or : Sécession viennoise, église am Steinhof (BS), portail de la rivière Wien, Linke Wienzeile n° 38 (BS), chapeau d'archiduc, couronne de saint Étienne (WS)

## Concours
- 2008 : 2e place au concours européen de design pour l'émission communautaire de 2 euros « 10 ans d'Union économique et monétaire »[5] ;
- 2011 : 1re place au concours de design européen pour l'émission commune de 2 euros « 10 ans d'euros en espèces »[6].